# Terada Torahiko

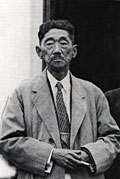
Torahiko Terada

Terada Torahiko (japanisch 寺田 寅彦; * 28. November 1878 in Tokio; † 31. Dezember 1935) war ein japanischer Physiker und Essayist. Als Schriftsteller benutzte er die Pseudonyme Yoshimura Fuyuhiko, Yabukōji, "Newton" (牛頓) und andere.

## Leben und Wirken
Terada wurde in Tokyo geboren, wuchs in Kōchi auf, lernte Physik in dem "Fünften Gymnasium" (alter Art) bei Tamaru Takurō, bei Natsume Sōseki Englisch und Haiku. Auf seinen Hochschulabschluss 1903 an der Universität Tokyo folgte dort das Graduierten-Studium. Mit einer Arbeit über die Klangerzeugung mit der Shakuhachi promovierte er. Im Januar 1909 wurde er zum Assistenzprofessor berufen.
Ab März 1909 bildete er sich an der Friedrich-Wilhelm-Universität Berlin (heute Humboldt-Universität) in Geophysik weiter. 1910 traf er in Stockholm den Physiker und Chemiker Svante Arrhenius; im Jahr 1911 reiste er über Frankreich, England und die USA nach Japan zurück. Ab Ende 1912 beschäftigte er sich – der zu dieser Zeit gemachten Entdeckung von Max von Laue folgend – mit der Untersuchung von Kristallen mit Röntgenstrahlen und publizierte 1913 in japanischen und englischen Zeitschriften Aufsätze über dieses Fachgebiet. 1917 wurde er dafür von der Kaiserlichen Akademie ausgezeichnet, verfolgte dieses Arbeitsgebiet jedoch nicht weiter.
Terada traf 1922 Albert Einstein, als dieser Japan besuchte. 1923 leitete er Untersuchungen zum Kantō-Erdbeben, ab 1924 war neben seiner Professur am Physikalisch-Chemischen Institut (Riken) tätig, ab 1926 auch nebenamtlich am "Institut zur Erforschung von Erdbeben der Universität Tokio". 1928 wurde er Mitglied der Kaiserlichen Akademie.
Als Schriftsteller verfasste er eine Vielzahl von Essays, die von Wissenschaft bis Kino und von Haiku bis Manga reichten. In einem Aufsatz "Naturanschauung der Japaner" fasste er zusammen: "Für uns Japaner hat die Natur zwei zusammengehörende Seiten, sie ist zum einen "Strenger Vater" (厳父, gempu), zum anderen "Barmherzige Mutter" (慈母, jibo). Europa ist ärmer, hat beide Seiten nicht."
1935 erkrankte Terada und starb im Alter von 57 Jahren.
Eine Reihe von Teradas Essays finden sich in den Sammlungen „Fuyuhiku-shū“ (冬彦集) und „Yabukōji-shū“ (藪柑子集). Eine Gesamtausgabe erschien von 1951 bis 1952 als „Terada Torahiko zenshū“.

## Ehrungen
- 1952 erschien eine Briefmarke der japanischen Post mit seinem Bild.
- Der Asteroid (6514) Torahiko wurde 1996 nach ihm benannt.

## Bibliographie engl. Werke
- Terada Torahiko, Scientific Papers Hrsg. Iwanami Shoten, 1985, ISBN 4-00-200467-8
- Terada Torahiko, Persimmon Seeds, übersetzt von Yoshiyuki Suito Hrsg. Yoshiyuki Saito, Fukuoka 1988